# Campeonato Mundial de Ciclismo en Ruta de 2010
El LXXVII Campeonato Mundial de Ciclismo en Ruta se realizó en Melbourne y Geelong (Australia) entre el 29 de septiembre y el 3 de octubre de 2010, bajo la organización de la Unión Ciclista Internacional (UCI) y la Federación Ciclista de Australia. 
El campeonato constó de carreras en las especialidades de contrarreloj y de ruta, en las divisiones élite masculino, élite femenino y masculino sub-23; en total se otorgaron seis títulos de campeón mundial.

## Calendario
| Evento              | Distancia (km) | Día   |
| ------------------- | -------------- | ----- |
| Contrarreloj sub-23 | 31,6           | 29.09 |
| Contrarreloj F      | 22,8           | 29.09 |
| Contrarreloj M      | 45,6           | 30.09 |
| Ruta sub-23         | 159,0          | 01.10 |
| Ruta F              | 127,2          | 02.10 |
| Ruta M              | 257,2          | 03.10 |

## Resultados

### Masculino
- Contrarreloj

| Puesto | Ciclista          | País        | Tiempo   |
| ------ | ----------------- | ----------- | -------- |
| Oro    | Fabian Cancellara | Suiza       | 58:09,19 |
| Plata  | David Millar      | Reino Unido | 59:11,94 |
| Bronce | Tony Martin       | Alemania    | 59:21,68 |

- Ruta

| Puesto | Ciclista       | País      | Tiempo  |
| ------ | -------------- | --------- | ------- |
| Oro    | Thor Hushovd   | Noruega   | 6:21:49 |
| Plata  | Matti Breschel | Dinamarca | 6:21:49 |
| Bronce | Allan Davis    | Australia | 6:21:49 |

### Femenino
- Contrarreloj

| Puesto | Ciclista        | País          | Tiempo   |
| ------ | --------------- | ------------- | -------- |
| Oro    | Emma Pooley     | Reino Unido   | 32:48,44 |
| Plata  | Judith Arndt    | Alemania      | 33:03,61 |
| Bronce | Linda Villumsen | Nueva Zelanda | 33:04,24 |

- Ruta

| Puesto | Ciclista         | País         | Tiempo  |
| ------ | ---------------- | ------------ | ------- |
| Oro    | Giorgia Bronzini | Italia       | 3:32:01 |
| Plata  | Marianne Vos     | Países Bajos | 3:32:01 |
| Bronce | Emma Johansson   | Suecia       | 3:32:01 |

### Sub-23
- Contrarreloj

| Puesto | Ciclista       | País           | Tiempo   |
| ------ | -------------- | -------------- | -------- |
| Oro    | Taylor Phinney | Estados Unidos | 42:50,29 |
| Plata  | Luke Durbridge | Australia      | 42:52,19 |
| Bronce | Marcel Kittel  | Alemania       | 43:14,30 |

- Ruta

| Puesto | Ciclista         | País           | Tiempo  |
| ------ | ---------------- | -------------- | ------- |
| Oro    | Michael Matthews | Australia      | 4:01:23 |
| Plata  | John Degenkolb   | Alemania       | 4:01:23 |
| Bronce | Taylor Phinney   | Estados Unidos | 4:01:23 |
| Bronce | Guillaume Boivin | Canadá         | 4:01:23 |

## Medallero
| Núm. | País           | Oro | Plata | Bronce | Total |
| ---- | -------------- | --- | ----- | ------ | ----- |
| 1    | Australia      | 1   | 1     | 1      | 3     |
| 2    | Reino Unido    | 1   | 1     | 0      | 2     |
| 3    | Estados Unidos | 1   | 0     | 1      | 2     |
| 4    | Italia         | 1   | 0     | 0      | 1     |
|      | Noruega        | 1   | 0     | 0      | 1     |
|      | Suiza          | 1   | 0     | 0      | 1     |
| 7    | Alemania       | 0   | 2     | 2      | 4     |
| 8    | Dinamarca      | 0   | 1     | 0      | 1     |
|      | Países Bajos   | 0   | 1     | 0      | 1     |
| 10   | Nueva Zelanda  | 0   | 0     | 1      | 1     |
|      | Suecia         | 0   | 0     | 1      | 1     |
|      | Canadá         | 0   | 0     | 1      | 1     |
|      | TOTAL          | 6   | 6     | 6      | 18    |